# Shirley Bassey
Dame Shirley Veronica Bassey (Cardiff, 8 januari 1937) is een Welshe zangeres, die onder meer de titelsong van drie James Bondfilms opnam: Goldfinger (1964), Diamonds Are Forever (1971) en Moonraker (1979). Ook had ze grote hits met "Big Spender" en "This Is My Life".

## Biografie
Bassey werd geboren in Cardiff, als jongste uit een gezin van zeven kinderen. Haar vader was een Efik uit Nigeria en haar moeder kwam uit Yorkshire. Zij scheidden toen Bassey drie jaar oud was. Bassey verliet op vijftienjarige leeftijd school en vond een baan in een fabriek. 's Avonds en in de weekenden trad zij op in de lokale pubs en clubs. In 1953 kreeg ze een rol in de musical Memories of Jolson over het leven van Al Jolson. 

Basseys eerste huwelijk was met Kenneth Hume (van 1961-1965) en eindigde in een echtscheiding. Haar tweede echtgenoot was Sergio Novak. Bassey en Novak waren van 1968 tot 1977 gehuwd. Novak was tijdens hun huwelijk ook haar manager. Bassey heeft twee dochters en een geadopteerde zoon. Haar oudste dochter (Sharon) werd geboren toen Bassey zeventien was. Basseys jongste dochter (Samantha) werd dood gevonden in 1985, na waarschijnlijk een sprong vanaf de Clifton Suspension Bridge in Bristol, Engeland. Bassey heeft er altijd op gestaan dat de dood van haar dochter geen zelfmoord was.
In de jaren zestig en zeventig scoorde ze grote hits in (voornamelijk) het Verenigd Koninkrijk en de Verenigde Staten.
Na zich in de jaren tachtig vooral te richten op liefdadigheidswerk, maakte ze eind jaren negentig in samenwerking met het danceduo Propellerheads een zeer succesvolle comeback met het nummer History Repeating waardoor een nieuwe generatie kennismaakte met haar muziek. In 2000 verscheen ook Shirley Bassey - The Remix Album met remixes door Groove Armada, Superfunk, Nightmares On Wax en Kurtis Mantronik.
Tot haar bewonderaars behoorden onder anderen het Britse vorstenhuis en John F. Kennedy.
Zij werd in 2000 door koningin Elizabeth II in de adelstand verheven en is sindsdien dame Shirley Bassey.  In 2023 werd ze door koning Charles III benoemd tot een van de 65 leden van de Orde van de Eregezellen.

## Discografie

### Albums
| Album met eventuele hitnotering(en) in de Nederlandse Album Top 100 | Datum van verschijnen | Datum van binnenkomst | Hoogste positie | Aantal weken | Opmerkingen   |
| ------------------------------------------------------------------- | --------------------- | --------------------- | --------------- | ------------ | ------------- |
| Something                                                           | 1970                  | 13-02-1971            | 23              | 12           |               |
| Nobody Does It Like Me                                              | 1974                  | 07-09-1974            | 32              | 1            |               |
| The magic is you                                                    | 1979                  | 11-08-1979            | 10              | 13           |               |
| This Is My Life                                                     | 1980                  | 05-04-1980            | 33              | 6            | Verzamelalbum |
| Het beste van Shirley Bassey                                        | 2003                  | 19-04-2003            | 64              | 5            | Verzamelalbum |

| Album met hitnotering(en) in de Vlaamse Ultratop 200 albums | Datum van verschijnen | Datum van binnenkomst | Hoogste positie | Aantal weken | Opmerkingen             |
| ----------------------------------------------------------- | --------------------- | --------------------- | --------------- | ------------ | ----------------------- |
| Hello like before                                           | 2014                  | 22-11-2014            | 156             | 1            | als Dame Shirley Bassey |

### Singles
| Single met eventuele hitnotering(en) in de Nederlandse Top 40 | Datum van verschijnen | Datum van binnenkomst | Hoogste positie | Aantal weken | Opmerkingen                     |
| ------------------------------------------------------------- | --------------------- | --------------------- | --------------- | ------------ | ------------------------------- |
| Goldfinger                                                    | 1964                  | 24-04-1965            | 5               | 15           | Soundtrack Goldfinger           |
| Big Spender                                                   | 1968                  | -                     |                 |              |                                 |
| Something                                                     | 1970                  | 01-08-1970            | 11              | 10           |                                 |
| The Fool On The Hill                                          | 1970                  | 28-11-1970            | tip4            | -            |                                 |
| Diamonds Are Forever                                          | 1971                  | 27-11-1971            | tip17           | -            | Soundtrack Diamonds Are Forever |
| Diamonds Are Forever                                          | 1971                  | 08-01-1972            | tip13           | -            | Soundtrack Diamonds Are Forever |
| Never, Never, Never                                           | 1973                  | 21-07-1973            | 15              | 7            |                                 |
| This Is My Life (la vita)                                     | 1979                  | 28-07-1979            | 4               | 10           |                                 |
| Moonraker                                                     | 1979                  | -                     |                 |              | Soundtrack Moonraker            |
| Thought I'd Ring You                                          | 1983                  | 25-06-1983            | 13              | 6            | met Alain Delon                 |
| The Rhythm Divine                                             | 1987                  | 15-08-1987            | 26              | 4            | met Yello                       |
| 'Disco' La Passione                                           | 1997                  | 22-02-1997            | 12              | 8            | met Chris Rea                   |
| History Repeating                                             | 1997                  | 27-12-1997            | tip2            | -            | met Propellerheads              |
| We got music                                                  | 2014                  | 13-02-2014            |                 | -            | met Dario G                     |

### NPO Radio 2 Top 2000
| Nummers met noteringen in de NPO Radio 2 Top 2000 | '99  | '00 | '01  | '02  | '03  | '04  | '05  | '06 | '07  | '08 | '09 | '10  | '11  | '12  | '13  | '14  | '15  | '16  | '17  | '18  | '19 | '20  | '21  | '22 | '23  |
| ------------------------------------------------- | ---- | --- | ---- | ---- | ---- | ---- | ---- | --- | ---- | --- | --- | ---- | ---- | ---- | ---- | ---- | ---- | ---- | ---- | ---- | --- | ---- | ---- | --- | ---- |
| Goldfinger                                        | 1477 | -   | 1985 | 1939 | -    | -    | -    | -   | -    | -   | -   | -    | -    | -    | -    | -    | -    | -    | -    | -    | -   | -    | -    | -   | -    |
| Something                                         | 1671 | -   | -    | -    | 1917 | -    | -    | -   | -    | -   | -   | -    | -    | -    | -    | -    | -    | -    | -    | -    | -   | -    | -    | -   | -    |
| This Is My Life                                   | 614  | 973 | 850  | 530  | 939  | 1023 | 1002 | 915 | 1117 | 947 | 959 | 1172 | 1192 | 1358 | 1393 | 1348 | 1551 | 1827 | 1602 | 1675 | -   | 1879 | 1969 | -   | 1980 |

1. ↑  Een '-' betekent dat het nummer niet was genoteerd en een vetgedrukt getal geeft de hoogste notering van een nummer aan.
2. ↑  Deze tabel is bijgewerkt tot en met de laatste editie (2024).